# Vilmos Huszár (hispanista)
Vilmos Huszár, también conocido como Guillaume Huszár (Mukáchevo, 15 de noviembre de 1872-Budapest, 11 de octubre de 1931), fue un hispanista, traductor y escritor húngaro.

## Biografía
Él mismo contó su vida en una autobiografía publicada en húngaro, La novela de mi vida. Empezó como oficial tipógrafo, pero esta ocupación no le impidió obtener el título de doctor en Letras en la Sorbona. Fue coronado por la Academia Francesa y elegido miembro correspondiente por la Española, con solo 33 años. Fue Privat-Dozent en la Universidad de Koloszvár y enseñó historia de la literatura húngara en la Universidad de Madrid; de allí pasó a Budapest, donde vivió hasta su muerte como lector de francés en la Universidad politécnica de Budapest. Su Historia de la literatura portuguesa le valió una polémica con el famoso profesor Ph. A. Becker, pero Guzstáv Heinrich, quien se la había encargado, tomó su defensa y lo cubrió con su gran autoridad. Ennoblecido en 1916, figuró entre los amigos íntimos del rey Carlos IV de Hungría, al que acompañó al exilio en Suiza. Dirigió la revista cultural húngara, publicada en francés, Revue de Hongrie.
Se dedicó al estudio de la literatura comparada, especialmente entre el francés y las lenguas hispánicas, en particular la fecunda relación entre el teatro clásico español y francés.

## Obras
- La linguistique hongroise Impr. nationale, 1896.
- Études critiques de littérature comparée, 1903.
- Pierre Corneille et le théâtre espagnol Paris: E. Bouillon, 1903.
- Études critiques de littérature comparée. II-III, 1907.
- Molière et l'Espagne. Paris: Honoré Champion, 1907.
- L'influence de l'Espagne sur le théatre français des XVIII et XIX siècles, 1912.
- Bibliotèque hongroise, s. a.